# Amigos (escultura)
L'escultura urbana coneguda pel nom Amigos, ubicada a la plaça Juan XXIII, a la ciutat d'Oviedo, Principat d'Astúries, Espanya, és una de les més d'un centenar que adornen els carrers de l'esmentada ciutat espanyola.
El paisatge urbà d'aquesta ciutat, es veu adornat per obres escultòriques, generalment monuments commemoratius dedicats a personatges d'especial rellevància en un primer moment, i més purament artístiques des de finals del segle xx.
L'escultura, feta de bronze, és obra de Santiago de Santiago, i està datada 1993.

L'escultura representa un home i una dona nus presos de les mans en una actitud afectuosa, de gran afectivitat. Les figures presenten suaus corbes i en el bronze fosc polit i brillant en què estan realitzades. Formant part de l'escultura hi ha una fina plataforma quadrada, del mateix material, que presenta una llegenda: 
| « | A Oviedo, en recuerdo de Tomás y Cecilia, con ellos conocí la amistad, en ellos conocí el amor | » |

A més està col·locada sobre una pètria plataforma a manera de pedestal que al seu torn presenta una altra placa amb una inscripció en la qual pot llegir-se: "Estatua donada a la ciudad de Oviedo por el escultor Santiago de Santiago. 1993.